# 확인 베일을 벗겨라
《확인 베일을 벗겨라》는 KBS 2TV에서 했던 프로그램이다.

## 방송 시간
해당 방송 시간은 당시 KBS 2TV에서만 편성되었다.
- 1998년 6월 15일 ~ 1998년 10월 5일 : 매주 월요일 20:40 ~ 21:30[1]
- 1998년 10월 12일 ~ 1999년 4월 26일 : 매주 월요일 19:10 ~ 20:00[2]

## 진행자
- 손범수
- 최은경